# Puerto Iguazú
Puerto Iguazú is een grensstad in de Argentijnse provincie Misiones. De stad telt 32.038 inwoners, en is daarmee de op vier na grootste stad van deze provincie.
De stad ligt op 18 kilometer afstand van de Cataratas do Iguaçu, en trekt derhalve veel toeristen.

## Geschiedenis
In 1551 ontdekte de Spaanse ontdekkingsreiziger Álvar Núñez Cabeza de Vaca als eerste Europeaan de Cataratas do Iguaçu. Ten tijde van de komst van de Spanjaarden waren de Guari-indianen de primaire inwoners van het gebied.
Ondanks dat de watervallen reeds in 1551 werden ontdekt, hadden de Europese kolonisten weinig interesse in het gebied tot 1880. In 1881 kocht de provincie Corrientes een stuk land van 13.000 vierkante kilometer op de plek waar nu Puerto Iguazú ligt. Het land wisselde in twee jaar tijd driemaal van eigenaar, en kwam zo in handen van Gregorio Lezama. In 1888 verkocht ook hij het land, ditmaal aan Martín Errecaborde en Cía.
In 1986 werd de stad de zetel van het nieuwe rooms-katholieke bisdom Puerto Iguazú.

## Transport
De Tancredo Neves International Bridge verbindt Puerto Iguazú met de Braziliaanse grensstad Foz do Iguaçu.
De stad heeft zijn eigen internationale luchthaven, Cataratas del Iguazú International Airport. Verder heeft de stad een verbinding met het Foz do Iguaçu International Airport aan de Braziliaanse kant van de grens.
De stad heeft een bus- en taxinetwerk.

## Klimaat
Puerto Iguazú heeft een "vochtig subtropisch" klimaat. De temperaturen zijn warm in de winter, en heet in de zomer. Er is geen specifiek droog of nat seizoen; elke maand valt er ongeveer 100 millimeter regen. November is de natste maand, met gemiddeld 200 millimeter regen.
In de zomer zijn in de stad temperaturen boven de 40 °C waargenomen. Temperaturen onder 0 °C zijn erg zeldzaam, maar zijn wel een paar keer gemeten in de winter.

## Economie

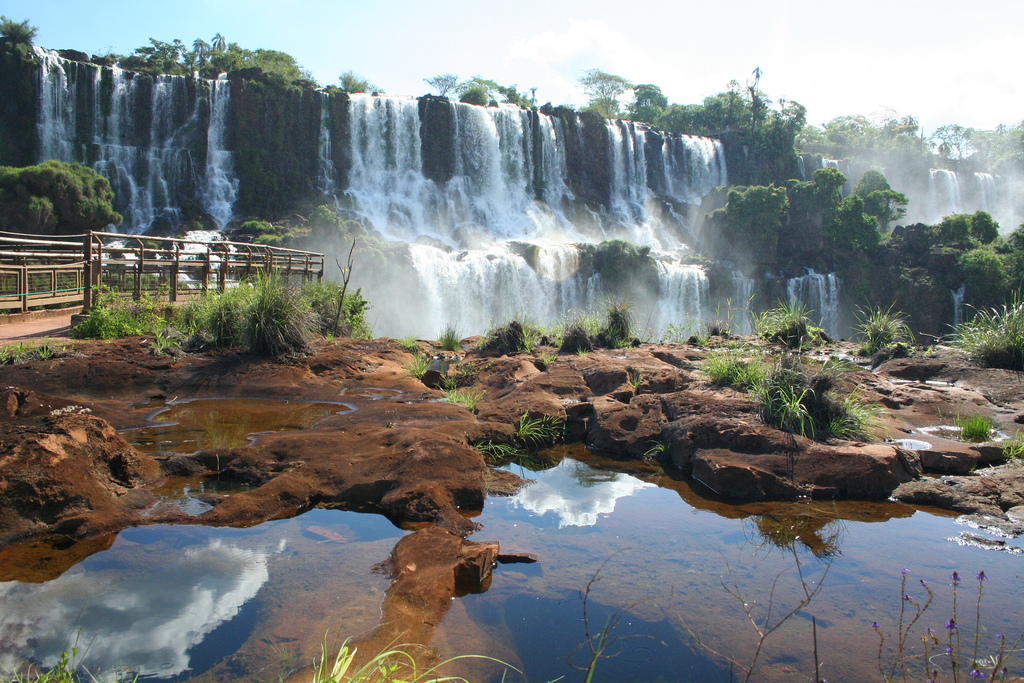
Cataratas do Iguaçu nabij Puerto Iguazú.

De economie van Puerto Iguazú is vooral gericht op het toerisme. De vele hotels van de stad bieden werk aan de meeste inwoners.
Behalve de Cataratas do Iguaçu zijn andere toeristische trekpleisters in het gebied het drielandenpunt tussen Argentinië, Brazilië en Paraguay, "La Aripuca", en de natuurparken.